# Železniční trať Perković–Šibenik
Železniční trať Perković–Šibenik (chorvatsky Željeznička pruga Perković–Šibenik), v chorvatské železniční síti evidovaná pod č. 73, zajišťuje napojení přístavu Šibenik na železniční síť Chorvatska. Je dlouhá 22 km, je jednokolejná a neelektrizovaná.

## Trasa
Trať je vedena západo-východním směrem ze stanice Šibenik údolím potoka Dabar. V Perkovići se napojuje na trať Knin-Split. 

## Historie
Trať byla zprovozněna na podzim roku 1877. Kromě osobní dopravy sloužila i dopravě uhlí z okolí obce Drniš do přístavu v Šibeniku. Vzhledem k značnému výškovému rozdílu mezi oběma stanicemi (190 m) trvala jízda v závislosti na směru 45 nebo 65 minut.
Její význam vzhledem k motorizaci a vzniku chorvatské dálniční sítě na přelomu 20. a 21. století poklesl.

## Stanice
- Šibenik
- Ražine
- Primorski sveti Juraj
- Primorsko Vrpolje
- Dabar
- Ripište
- Perković